# Ahmed Tijan
Ahmed Tijan (Banjul, 28 april 1995), spelersnaam Ahmed, is een Qatarees beachvolleyballer van Gambiaanse afkomst. Hij nam tweemaal deel aan de Olympische Spelen en behaalde daarbij een bronzen medaille.

## Carrière

### 2014 tot en met 2019
Met Cherif Younousse nam Ahmed in 2014 deel aan de wereldkampioenschappen onder de 21 in Larnaca – met een vijfde plaats als resultaat – en debuteerde hij in Doha in de FIVB World Tour. Het jaar daarop speelde hij drie wedstrijden met Assam Ahmed Massoud en van 2016 tot en met 2017 vormde hij vervolgens een team met Júlio César do Nascimento Júnior. Het eerste seizoen behaalde het duo in de nationale en Aziatische tour verschillende podiumplaatsen en toptienklasseringen; op mondiaal niveau kwamen niet verder dan een zeventiende plaats in Doha. Bij de Aziatische kampioenschappen in Sydney eindigden ze als negende. In 2017 bereikten ze de vierde plaats bij de Aziatische kampioenschappen in Songkhla nadat ze de troostfinale van de Australiërs Christopher McHugh en Damien Schumann hadden verloren. Ze namen verder deel aan acht toernooien in de World Tour en eindigden daarbij tweemaal als tweede op het podium (Agadir en Espinho).
Het jaar daarop vormde Ahmed een team met Cherif. Bij acht van de veertien toernooien in de World Tour noteerden ze een toptienklassering. In Doha en Wenen behaalde het duo een derde plaats en in Espinho en Tokio een vijfde plaats. Daarnaast wonnen ze in augustus de gouden medaille bij de Aziatische Spelen in Palembang en een maand later de Aziatische titel in Satun. Eind 2018 eindigden ze bij twee wedstrijden in de World Tour voor het daaropvolgende seizoen op de negende plaats. Begin 2019 volgden een vijfde plaats in Doha en een derde plaats in Xiamen. Bij de Aziatische kampioenschappen in Maoming prolongeerden Ahmed en Cherif hun titel tegen de Chinezen Gao Peng en Li Yang. In Ostrava en Warschau kwam het duo niet verder dan respectievelijk de zeventiende en negende plaats en ook bij de wereldkampioenschappen in Hamburg strandde het tweetal in de zestiende finale tegen het Amerikaanse duo Nick Lucena en Phil Dalhausser. Na afloop behaalden ze een vijfde plaats in Gstaad, een zeventiende plaats in Espinho en twee negende plaatsen in Tokio en Wenen. Ze sloten het seizoen af met een negende plaats bij de World Tour Finals in Rome en een dertiende plaats bij het olympisch kwalificatietoernooi in Haiyang.

### 2020 tot heden
In 2020 nam het duo deel aan een World Tour-toernooi in Doha met een zeventiende plaats als resultaat. Het jaar daarop begonnen ze met een overwinning en een vijfde plaats in Doha. In Cancun eindigden ze vervolgens bij alle drie de toernooien op het podium; bij de eerste twee eindigden ze als tweede en het laatste toernooi werd gewonnen. In aanloop naar de Spelen kwamen daar twee tweede plaatsen (Sotsji en Gstaad) en een negende plaats (Ostrava) bij. Bij het olympisch beachvolleybaltoernooi in Tokio wonnen Ahmed en Cherif de bronzen medaille ten koste van de Letten Mārtiņš Pļaviņš en Edgars Točs, nadat Vjatsjeslav Krasilnikov en Oleg Stojanovski in de halve finale te sterk waren geweest. Na afloop van de Spelen behaalden ze een vijfde plaats bij de Finals in Cagliari en in november wonnen ze een bronzen medaille bij de AK in Phuket. In 2022 nam het duo deel aan zeven toernooien in de Beach Pro Tour – de opvolger van de World Tour. Ze kwamen daarbij tot twee overwinningen (Rosarito en Nalaguraidhoo), een tweede plaats (Jūrmala) en twee vijfde plaatsen (Ostrava en Parijs). Bij de WK in Rome bereikten Ahmed en Cherif de achtste finale waarin ze werden uitgeschakeld door de Brazilianen Bruno Schmidt en Saymon Barbosa.

## Palmares
Kampioenschappen
- 2018:  AK
- 2018:  Aziatische Spelen
- 2019:  AK
- 2021:  OS
- 2021:  AK
- 2022: 9e WK
- 2022:  AK
- 2024: 4e OS

FIVB World Tour
- 2017:  1* Agadir
- 2017:  2* Espinho
- 2018:  4* Doha
- 2018:  5* Wenen
- 2019:  4* Xiamen
- 2021:  1* Doha
- 2021:  4* Cancun
- 2021:  4* Cancun
- 2021:  4* Cancun
- 2021:  4* Sotsji
- 2021:  4* Gstaad

Beach Pro Tour
- 2022:  Elite16 Rosarito
- 2022:  Elite16 Jūrmala
- 2022:  Nalaguraidhoo Challenge
- 2022:  Elite16 Kaapstad
- 2023:  Elite16 Ostrava
- 2024:  Elite16 João Pessoa
- 2024:  Beach Pro Tour Final Doha